# São Pedro do Sul, Várzea e Baiões
São Pedro do Sul, Várzea e Baiões (llamada oficialmente União das Freguesias de São Pedro do Sul, Várzea e Baiões) es una freguesia portuguesa del municipio de São Pedro do Sul, distrito de Viseu.

## Historia
Fue creada el 28 de enero de 2013 en aplicación de una resolución de la Asamblea de la República de Portugal promulgada el 16 de enero de 2013 con la unión de las freguesias de Baiões, São Pedro do Sul y Várzea, pasando su sede a estar situada en la antigua freguesia de São Pedro do Sul.

## Demografía
| Gráfica de evolución demográfica de São Pedro do Sul, Várzea e Baiões entre 2011 y 2021 |
|                                                                                         |
| Datos según el nomenclátor publicado por el INE portugués.                              |